# Italia ai campionati del mondo di atletica leggera 1997
La squadra italiana ai campionati del mondo di atletica leggera 1997, disputati ad Atene dal 1º al 10 agosto, è stata composta da 66 atleti (40 uomini e 26 donne).

## Uomini
| Specialità          | Atleta                                                      | Turno            | Risultato | Prestazione | Note                                     |
| ------------------- | ----------------------------------------------------------- | ---------------- | --------- | ----------- | ---------------------------------------- |
| 100 m               | Stefano Tilli                                               | Batteria         | Q         | 10"25       | Miglior prestazione personale stagionale |
| 100 m               | Stefano Tilli                                               | Quarti di finale | Eliminato | 10"36       |                                          |
| 200 m               | Carlo Occhiena                                              | Batteria         | Q         | 20"90       |                                          |
| 200 m               | Carlo Occhiena                                              | Quarti di finale | Eliminato | 21"14       |                                          |
| 200 m               | Giovanni Puggioni                                           | Batteria         | Q         | 20"73       |                                          |
| 200 m               | Giovanni Puggioni                                           | Quarti di finale | Eliminato | 22"70       |                                          |
| 200 m               | Alessandro Attene                                           | Batteria         | Eliminato | 20"92       |                                          |
| 400 m               | Marco Vaccari                                               | Batteria         | Eliminato | 46"00       |                                          |
| 800 m               | Andrea Longo                                                | Batteria         | Q         | 1'46"79     |                                          |
| 800 m               | Andrea Longo                                                | Quarti di finale | Eliminato | 1'46"60     |                                          |
| 800 m               | Giuseppe D'Urso                                             | Batteria         | dnf       |             |                                          |
| 1 500 m             | Gennaro Di Napoli                                           | Batteria         | Q         | 3'37"50     | Miglior prestazione personale stagionale |
| 1 500 m             | Gennaro Di Napoli                                           | Semifinale       | Eliminato | 3'39"45     |                                          |
| 10 000 m            | Stefano Baldini                                             | Batteria         | q         | 28'07"81    |                                          |
| 10 000 m            | Stefano Baldini                                             | Finale           | 9º        | 28'11"97    |                                          |
| 400 m ostacoli      | Fabrizio Mori                                               | Batteria         | Q         | 48"93       |                                          |
| 400 m ostacoli      | Fabrizio Mori                                               | Semifinale       | Q         | 48"17       | Record nazionale                         |
| 400 m ostacoli      | Fabrizio Mori                                               | Finale           | 4º        | 48"05       | Record nazionale                         |
| 400 m ostacoli      | Ashraf Saber                                                | Batteria         | Q         | 49"11       | Miglior prestazione personale stagionale |
| 400 m ostacoli      | Ashraf Saber                                                | Semifinale       | Eliminato | 49"36       |                                          |
| 400 m ostacoli      | Laurent Ottoz                                               | Batteria         | Eliminato | 49"69       |                                          |
| 3 000 m siepi       | Angelo Carosi                                               | Batteria         | Q         | 8'29"92     |                                          |
| 3 000 m siepi       | Angelo Carosi                                               | Semifinale       | Q         | 8'20"82     |                                          |
| 3 000 m siepi       | Angelo Carosi                                               | Finale           | 8º        | 8'16"01     | Miglior prestazione personale stagionale |
| 3 000 m siepi       | Alessandro Lambruschini                                     | Batteria         | Q         | 8'26"35     | Miglior prestazione personale stagionale |
| 3 000 m siepi       | Alessandro Lambruschini                                     | Semifinale       | dnf       |             |                                          |
| 3 000 m siepi       | Giuseppe Maffei                                             | Batteria         | Eliminato | 8'37"12     |                                          |
| Maratona            | Danilo Goffi                                                | Finale           | 4º        | 2h14'47"    |                                          |
| Maratona            | Giacomo Leone                                               | Finale           | 7º        | 2h17'16"    |                                          |
| Maratona            | Francesco Ingargiola                                        | Finale           | 30º       | 2h23'30"    |                                          |
| Maratona            | Vincenzo Massimo Modica                                     | Finale           | dnf       |             |                                          |
| Maratona            | Marcello Curioni                                            | Finale           | dnf       |             |                                          |
| Marcia 20 km        | Michele Didoni                                              | Finale           | 7º        | 1h23'14"    |                                          |
| Marcia 20 km        | Giovanni De Benedictis                                      | Finale           | 8º        | 1h23'33"    |                                          |
| Marcia 20 km        | Alessandro Gandellini                                       | Finale           | 12º       | 1h24'24"    |                                          |
| Marcia 20 km        | Marco Giungi                                                | Finale           | 23º       | 1h26'23"    |                                          |
| Marcia 50 km        | Arturo Di Mezza                                             | Finale           | 8º        | 3h51'33"    | Miglior prestazione personale stagionale |
| Marcia 50 km        | Giovanni Perricelli                                         | Finale           | 14º       | 3h57'38"    |                                          |
| Marcia 50 km        | Orazio Romanzi                                              | Finale           | 28º       | 4h11'00"    |                                          |
| Salto con l'asta    | Fabio Pizzolato                                             | Qualifica        | Eliminato | 5,60 m      |                                          |
| Salto con l'asta    | Andrea Giannini                                             | Qualifica        | Eliminato | 5,45 m      |                                          |
| Salto triplo        | Paolo Camossi                                               | Qualifica        | nm        |             |                                          |
| Getto del peso      | Paolo Dal Soglio                                            | Qualifica        | Q         | 19,93 m     |                                          |
| Getto del peso      | Paolo Dal Soglio                                            | Finale           | 9º        | 19,77 m     |                                          |
| Getto del peso      | Corrado Fantini                                             | Qualifica        | Eliminato | 19,30 m     |                                          |
| Lancio del disco    | Diego Fortuna                                               | Qualifica        | Eliminato | 60,06 m     |                                          |
| Lancio del martello | Enrico Sgrulletti                                           | Qualifica        | Eliminato | 74,70 m     |                                          |
| Lancio del martello | Nicola Vizzoni                                              | Qualifica        | Eliminato | 73,42 m     |                                          |
| Lancio del martello | Loris Paoluzzi                                              | Qualifica        | Eliminato | 71,50 m     |                                          |
| Decathlon           | Beniamino Poserina                                          |                  | dnf       |             |                                          |
| Staffetta 4×100 m   | Andrea Amici Giovanni Puggioni Carlo Occhiena Sandro Floris | Batteria         | Q         | 38"97       |                                          |
| Staffetta 4×100 m   | Andrea Amici Giovanni Puggioni Carlo Occhiena Sandro Floris | Semifinale       | Eliminata | 38"77       |                                          |
| Staffetta 4×400 m   | Ashraf Saber Marco Vaccari Andrea Nuti Fabrizio Mori        | Semifinale       | q         | 3'01"75     | [ 1 ]                                    |
| Staffetta 4×400 m   | Ashraf Saber Marco Vaccari Andrea Nuti Fabrizio Mori        | Finale           | 7ª        | 3'01"52     | [ 2 ]                                    |

## Donne
| Specialità        | Atleta                                                                            | Turno            | Risultato | Prestazione | Note                                     |
| ----------------- | --------------------------------------------------------------------------------- | ---------------- | --------- | ----------- | ---------------------------------------- |
| 100 m             | Manuela Levorato                                                                  | Batteria         | Eliminata | 11"57       |                                          |
| 100 m             | Giada Gallina                                                                     | Batteria         | Eliminata | 11"64       |                                          |
| 200 m             | Danielle Perpoli                                                                  | Batteria         | Eliminata | 23"96       |                                          |
| 400 m             | Patrizia Spuri                                                                    | Batteria         | Q         | 52"54       |                                          |
| 400 m             | Patrizia Spuri                                                                    | Quarti di finale | Eliminata | 52"15       | Miglior prestazione personale stagionale |
| 5 000 m           | Roberta Brunet                                                                    | Batteria         | Q         | 15'29"03    |                                          |
| 5 000 m           | Roberta Brunet                                                                    | Finale           | Argento   | 14'58"29    | Miglior prestazione personale stagionale |
| 10 000 m          | Silvia Sommaggio                                                                  | Batteria         | Q         | 33'08"19    |                                          |
| 10 000 m          | Silvia Sommaggio                                                                  | Finale           | 9ª        | 32'16"92    |                                          |
| 100 m ostacoli    | Carla Tuzzi                                                                       | Batteria         | Eliminata | 13"10       |                                          |
| 400 m ostacoli    | Carla Barbarino                                                                   | Batteria         | Eliminata | 57"05       |                                          |
| Maratona          | Ornella Ferrara                                                                   | Finale           | 5ª        | 2h33'10"    |                                          |
| Maratona          | Franca Fiacconi                                                                   | Finale           | 13ª       | 2h39'53"    |                                          |
| Maratona          | Laura Fogli                                                                       | Finale           | 24ª       | 2h43'28"    |                                          |
| Maratona          | Anna Villani                                                                      | Finale           | 27ª       | 2h43'58"    |                                          |
| Maratona          | Sonia Maccioni                                                                    | Finale           | dnf       |             |                                          |
| Marcia 10 km      | Annarita Sidoti                                                                   | Batteria         | Q         | 44'19"33    |                                          |
| Marcia 10 km      | Annarita Sidoti                                                                   | Finale           | Oro       | 42'55"49    | Miglior prestazione mondiale stagionale  |
| Marcia 10 km      | Erica Alfridi                                                                     | Batteria         | Q         | 44'32"04    |                                          |
| Marcia 10 km      | Erica Alfridi                                                                     | Finale           | 5ª        | 43'59"73    |                                          |
| Marcia 10 km      | Elisabetta Perrone                                                                | Batteria         | Q         | 44'32"06    |                                          |
| Marcia 10 km      | Elisabetta Perrone                                                                | Finale           | 10ª       | 45'16"64    |                                          |
| Salto in alto     | Antonella Bevilacqua                                                              | Qualifica        | Q         | 1,94 m      |                                          |
| Salto in alto     | Antonella Bevilacqua                                                              | Finale           | 5ª        | 1,93 m      |                                          |
| Salto in lungo    | Fiona May                                                                         | Qualifica        | Q         | 6,73 m      |                                          |
| Salto in lungo    | Fiona May                                                                         | Finale           | Bronzo    | 6,91 m      |                                          |
| Salto triplo      | Barbara Lah                                                                       | Qualifica        | Eliminata | 13,70 m     |                                          |
| Salto triplo      | Antonella Capriotti                                                               | Qualifica        | Eliminata | 13,32 m     |                                          |
| Getto del peso    | Maria Rosolen                                                                     | Qualifica        | Eliminata | 17,87 m     |                                          |
| Lancio del disco  | Agnese Maffeis                                                                    | Qualifica        | q         | 59,94 m     |                                          |
| Lancio del disco  | Agnese Maffeis                                                                    | Finale           | 8ª        | 61,40 m     | Miglior prestazione personale stagionale |
| Staffetta 4×100 m | Elena Sordelli Giada Gallina Manuela Grillo Manuela Levorato                      | Semifinale       | Eliminata | 44"16       |                                          |
| Staffetta 4×400 m | Danielle Perpoli Patrizia Spuri Francesca Carbone Virna De Angeli Carla Barbarino | Semifinale       | q         | 3'30"34     | [ 3 ]                                    |
| Staffetta 4×400 m | Danielle Perpoli Patrizia Spuri Francesca Carbone Virna De Angeli Carla Barbarino | Finale           | 8ª        | 3'30"63     | [ 4 ]                                    |